# Большешукшаново
Большешукшаново  (мар. Кугу Шӱкшан; баш. Оло Шуҡшан) — деревня в Бураевском районе Республики Башкортостан Российской Федерации. Входит в состав Ванышевского сельсовета.

## География

### Географическое положение
Расстояние до:
- районного центра (Бураево): 16 км,
- центра сельсовета (Ваныш-Алпаутово): 10 км,
- ближайшей ж/д станции (Янаул): 86 км.

## Население
| 2002 | 2009 | 2010 |
| ---- | ---- | ---- |
| 229  | →229 | ↘188 |

Согласно переписи 2002 года, преобладающая национальность — марийцы (83 %).